# Gerhart Scheunert
 Gerhart Scheunert (* 11. Januar 1906 in Leipzig; † 3. September 1994 in Bad Kissingen) war ein deutscher Psychoanalytiker, Hochschullehrer und Politischer Leiter der NSDAP.

## Leben
Gerhart Scheunert war der Sohn des Kaufmanns Arno Scheunert und dessen Ehefrau Camilla, geborene Dietrich. Seine Schullaufbahn beendete er 1925 in seiner Heimatstadt mit dem Abitur. Danach absolvierte er  ein Studium der Medizin an den Universitäten Leipzig, Wien und Berlin und promovierte 1930 in Leipzig zum Dr. med. Neben seiner Facharztausbildung an der Universitätsnervenklinik in Leipzig, die er 1935 abschloss, absolvierte er bis 1934 eine Weiterbildung zum Psychoanalytiker. Im Rahmen dieser Ausbildung machte er noch während seines Studiums eine Lehranalyse bei Therese Benedek.
Im Zuge der Machtübergabe an die Nationalsozialisten trat Scheunert, damals Oberarzt der Universitätsnervenklinik Leipzig bei Hans Bürger-Prinz, im März 1933 als Mitglied in die NSDAP ein. Aus dem NS-Lehrerbund trat er am 1. August 1935 aus. Des Weiteren betätigte er sich als Politischer Leiter und Zellenleiter. Ab 1936 war er in Erfurt als niedergelassener Nervenarzt und Psychoanalytiker tätig. Der Leiter des Deutschen Instituts für psychologische Forschung und Psychotherapie, Matthias Heinrich Göring, hatte 1939 vor, Scheunert zum Geschäftsführer seines Instituts zu ernennen. Scheunert wurde jedoch mit Beginn des Zweiten Weltkrieges ab 1939 als Sanitätsoffizier bei der Wehrmacht, unter anderem in der Nähe der Schlucht von Babi Jar, eingesetzt und leitete dort ab 1943 eine neurologische Fachabteilung.

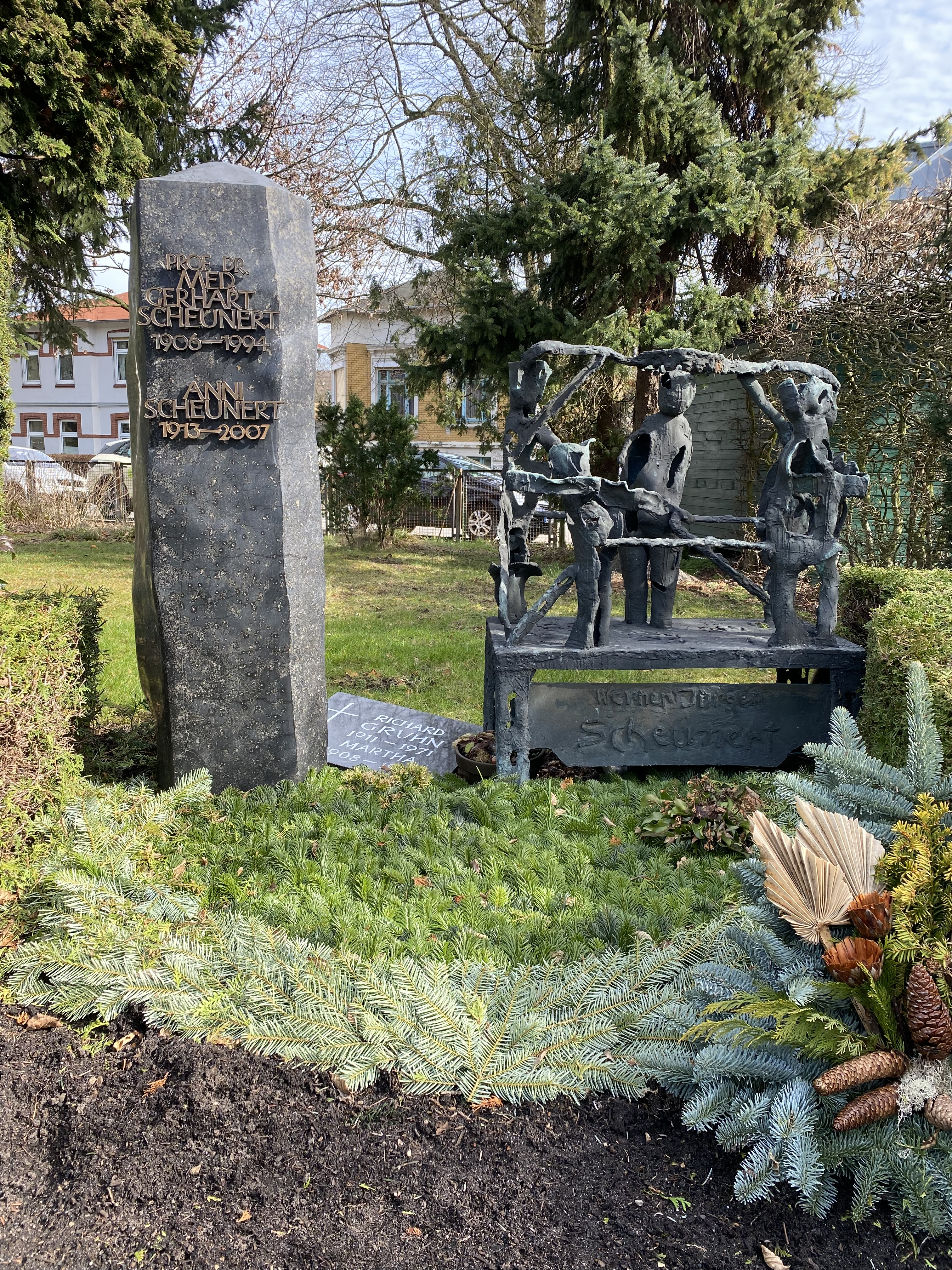
Grabstätte auf dem Friedhof Stellingen in Hamburg

Nach Kriegsende war er von 1946 bis 1949 wieder in seiner Erfurter Praxis tätig, die er sich nun mit dem Psychologen Ehrig Wartegg teilte. 1949 zog Scheunert nach West-Berlin und wurde  im Juni 1950 Mitbegründer der Deutschen Psychoanalytischen Vereinigung (DPV) und von 1956 bis 1964 deren Vorsitzender. Später wurde er Ehrenmitglied der DPV. Er war von 1956 bis 1959 Leiter des Berliner Psychoanalytischen Instituts. Danach war er Lehrbeauftragter an der Medizinischen Fakultät der Universität Hamburg, wo er nach seiner Ernennung zum Professor 1972 noch bis zu seiner Emeritierung 1976 lehrte. Zudem war er ab 1959 Dozent am Hamburger Psychoanalytischen Institut (heute Michael-Balint-Institut). Scheunert gab die Zeitschrift Wege zum Menschen/Psyche mit heraus und war von 1960 bis 1973 Schriftleiter des Jahrbuchs für Psychoanalyse.
Scheunerts Ehrenmitgliedschaft in der DPV und seine NS-Vergangenheit wurden in größerem Umfang erst bei der Herbsttagung der Gesellschaft 1993 in Frankfurt am Main mit dem Motto „Verleugnung der Vergangenheit und Zerstörung der Erinnerung – Die Wiederkehr von Fremdenhaß, Antisemitismus und Gewalt“ thematisiert und kontrovers diskutiert.
Scheunert war zweimal verheiratet, aus erster Ehe hatte er zwei Kinder. Er ruht auf dem Friedhof Stellingen in Hamburg.

## Veröffentlichungen (Auswahl)
- Die Morphologie des experimentellen Stauungsikterus. In: Beiträge z. pathol. Anatomie u. z. allg. Pathologie. Band 86, Heft 3. 1931. (Zugleich Medizinische Dissertation an der Universität Leipzig).
- Entwicklung und Weiterentwicklung der Libidotheorie. 1960.
- Über das Agieren als theoretisches und praktisches Problem in der Psychoanalyse. 1973.